# Repoblación
La utilización de los términos «repoblar» y «repoblación» implica la ocupación de zonas desérticas o pueblos abandonados total o parcialmente, suponiendo un proceso previo de despoblación.
Según el mismo DRAE hay distintas acepciones del término «poblar»: (del latín popŭlus, pueblo): "Fundar uno o más pueblos. Ocupar con gente un sitio para que habite o trabaje en él. Ocupar un sitio con animales o cosas (poblar una colmena, un monte). Procrear mucho. Recibir un gran aumento de árboles u otras cosas".

## Repoblación en la Edad Media española
Cerámica de repoblación es la denominación que la arqueología medieval ha determinado para un conjunto de materiales cerámicos característico de la cultura material de las comunidades cristianas repobladoras de la mitad norte peninsular, entre los siglos VIII y XII (hecho a torneta con decoraciones pintada y estriada).

## Repoblación en la Edad Moderna
La conquista de Granada con la decisión de dipersar a los moriscos en 1571 exigió repoblar esas tierras. Luego en 1609 se decidió expulsar a todos los moriscos perdiendo el Reino de Valencia y el Reino de Aragón gran parte de su población. La población morisca consistía en unas 325.000 personas en un país de unos 8,5 millones de habitantes. Estaban concentrados en los reinos de Aragón, en el que constituían un 20% de la población, y de Valencia, donde representaban un 33% del total de habitantes. A esto hay que añadir que el crecimiento de la población morisca era bastante superior al de la cristiana.